# Raúl Aguilera Campillo
Raúl Aguilera Campillo (San Francisco, 24 de febrero de 1966) es un poeta y profesor mexicano nacido en Estados Unidos.

## Biografía
Nacido en San Francisco, California, obtuvo una licenciatura en lengua y literaturas hispánicas por la Facultad por la Filosofía y Letras de la Universidad Nacional Autónoma de México (UNAM) con una tesis titulada La poesía pura como símbolo, como imagen y como error. Posteriormente realizó una maestría en letras mexicanas con un estudio sobre la poesía mexicana de las últimas décadas.
Desde 2003, de se desempeña como profesor de la licenciatura en lengua y literaturas Hispánicas en la UNAM. De igual forma impartió clases en el ahora extinto Centro de Investigación y Docencia en Humanidades del Estado de Morelos (CIDHEM).
Dentro de su labor literario ha publicado múltiples libros de poesía como: Pájaro diablo (1993), La tierra es oscura (1995), Larvario (1998), y Un árbol duerme en tus ojos (2000). Ha colaborado en diversas revistas de poesía como Casa del Tiempo, Alforja y Deriva, Mala Vida, Ostraco, Topodrilo, y en diarios como El Financiero.

## Publicaciones seleccionadas

### Antologías
- Juan Carlos H. Vera (Coord.) (2003). Eco de voces : generación poética de los sesentas. México, D. F.: Fondo Nacional para la Cultura y las Artes / Arlequín / Sigma Servicios Editoriales. ISBN 9789709306934.

### Poesía
- Aguilera Campillo, Raúl (1993). Pájaro diablo. México: Nautilium.
- Aguilera Campillo, Raúl (1996). La tierra es oscura. México, D. F.: Mixcóatl.
- Aguilera Campillo, Raúl (1998). Larvario. México: JGH editores.
- Aguilera Campillo, Raúl (2000). Un árbol duerme en tus ojos. Toluca: Universidad Autónoma del Estado de México / La Tinta del Alcatraz.